# Ryūji Sueoka
Ryūji Sueoka (jap. 末岡 龍二, Sueoka Ryūji; * 22. Mai 1979 in Hikari, Yamaguchi) ist ein ehemaliger japanischer Fußballspieler.

## Karriere
Seine Profikarriere begann Sueoka 2002 beim Japanischen Verein Albirex Niigata, nachdem er zuvor die Chūkyō-Universität besucht hatte. Da er innerhalb von zwei Jahren nur wenig zum Einsatz kam, wurde er zum Ableger des Vereins in die S-League nach Singapur ausgeliehen. Ende der Saison kehrte er nach Japan zurück. Die guten Leistungen in der S-League blieben anderen Vereine der S-League in guter Erinnerung. 2006 wechselte er zurück nach Singapur und spielte eine Saison für Geylang United, ehe er 2007 für eine Saison zu Balestier Khalsa wechselte. In seiner Zeit in Singapur konnte er keinen Titel gewinnen. Von 2008 bis 2009 spielte Ryūji Sueoka in der Thai Premier League für Bangkok United um dann nach Indien zu gehen. Seit der Saison 2009/10 steht er bei Mohun Bagan unter Vertrag.